# 40-й танковый корпус (вермахт)
40-й танковый корпус (нем. XXXX. Panzerkorps) — оперативно-тактическое объединение сухопутных войск нацистской Германии в период Второй мировой войны.
Сформирован 9 июля 1942 года на основе 40-го армейского корпуса (моторизованного).

## Боевой путь корпуса
В июле 1942 года — бои на реке Дон, с августа 1942 — бои на Кубани.
В 1943 году — корпус отступил на Украину.
В марте-апреле 1944 года — бои в Румынии (в районе Ясс).
С августа 1944 года — бои в Литве, затем в Восточной Пруссии.
С января 1945 года — бои в Польше, с февраля 1945 — в Силезии.

## Состав корпуса
В июле 1942:
- XXXX танковый корпус
  - 128-е артиллерийское командование
  - 70-й артиллерийский полковой штаб
  - 777-й тяжёлый артиллерийский дивизион (210 мм миномёты)
  - 711-й артиллерийский дивизион (100 мм)
  - 28-й наблюдательный батальон
  - 177-й дивизион штурмовых орудий
  - 674-й сапёрный полковой штаб
  - 635-й сапёрный батальон
  - 7-й мостостроительный батальон
  - 538-й тяжёлый дорожно-строительный батальон
  - 924-й мостовой штабной эскадрон
  - 51-я моторизованная мостовая колонна Б
  - 99-я моторизованная мостовая колонна Б
  - 2/410-я моторизованная мостовая колонна Б
  - 1/505-я моторизованная мостовая колонна Б
  - 537-я моторизованная мостовая колонна Б
  - 539-я моторизованная мостовая колонна Б
  - 603-я моторизованная мостовая колонна Б
  - 609-я моторизованная мостовая колонна Б
  - 615-я моторизованная мостовая колонна Б
  - 639-я моторизованная мостовая колонна Б
  - 666-я моторизованная мостовая колонна Б
  - 667-я моторизованная мостовая колонна Б
  - 11-я группа Имперской строительной службы
  - 12-я группа Имперской строительной службы
  - 13-я группа Имперской строительной службы
  - 670-й противотанковый дивизион (76,2-мм САУ)
  - 4-я разведывательная группа ВВС малой дальности
  - 91-й зенитный полк
  - 1/9-й зенитный полк
  - 1/12-й зенитный полк
  - 77-й лёгкий зенитный полк
  - 100-я лёгкая пехотная дивизия
    - 1/,2/,3/369-й хорватский пехотный полк
    - 1/,2/,3/54-й лёгкий пехотный полк
    - 1/,2/,3/227-й лёгкий пехотный полк
    - 1/,2/,3/,4/83-й артиллерийский полк
    - 100-й велосипедный батальон
    - 100-й противотанковый дивизион
    - 100-й сапёрный батальон
    - 100-й батальон связи
    - Подразделения поддержки дивизии

  - 29-я моторизованная дивизия
    - 1/,2/,3/15-й моторизованный полк
    - 1/,2/,3/71-й моторизованный полк
    - 29-й противотанковый дивизион
    - 129-й танковый батальон
    - 29-й мотоциклетный батальон
    - 1/,2/,3/,4/29-й артиллерийский полк
    - 29-й батальон связи
    - 29-й сапёрный батальон
    - Подразделения поддержки дивизии

  - 3-я танковая дивизия
    - 1/,2/,3/6-й танковый полк
    - 3-я моторизованная бригада
      - 1/,2/,3/3-й моторизованный полк
      - 1/,2/,3/394-й моторизованный полк

    - 543-й противотанковый дивизион
    - 3-й мотоциклетный батальон
    - 1/,2/,3/,4/75-й артиллерийский полк
    - 39-й батальон связи
    - 39-й сапёрный батальон
    - Подразделения поддержки дивизии

  - 23-я танковая дивизия
    - 1/,2/,3/201-й танковый полк
    - 23-я моторизованная бригада
      - 1/,2/,3/126-й моторизованный полк
      - 1/,2/,3/128-й моторизованный полк

    - 128-й противотанковый дивизион
    - 23-й мотоциклетный батальон
    - 1/,2/,3/,4/128-й артиллерийский полк
    - 128-й батальон связи
    - 51-й сапёрный батальон
    - Подразделения поддержки дивизии[1]

В июле 1943:
- 46-я пехотная дивизия
- 257-я пехотная дивизия
- 333-я пехотная дивизия

В ноябре 1944:
- 19-я танковая дивизия
- 25-я танковая дивизия

## Командующие корпусом
- С 20 июля 1942 — генерал танковых войск Лео фрайхерр Гейр фон Швеппенбург
- С 20 сентября 1942 — генерал танковых войск Густав Фен
- С 14 ноября 1942 — генерал танковых войск Хайнрих Эбербах
- С 24 ноября 1942 — генерал танковых войск Зигфрид Хенрици
- С 15 ноября 1943 — генерал горных войск Фердинанд Шёрнер
- С 31 января 1944 — генерал танковых войск Отто фон Кнобельсдорф
- С 2 сентября 1944 — генерал танковых войск Зигфрид Хенрици